# Ганущак Василь Дмитрович
Васи́ль Дми́трович Гануща́к (25 січня 1949, Микитинці — 10 червня 2013, м. Калуш) — український поет, перекладач, літературознавець, публіцист. Лауреат премії імені Василя Стефаника.
З початком новітнього українського національного відродження відомий як журналіст (формально заступник головного редактора, але фактично формуючи культурно-мистецький напрям Івано-Франківських тогочасних молодіжних періодиків: «Комсомольський прапор» (1987-1989), «Світ молоді» (1990) і, особливо, часопису «Новий час» (1990- початок 2000-х рр.; гол. редактор журналіст Богдан Білецький, заступник головреда поет Василь Ганущак, провідний колумніст публіцист Степан Павчак). Дані видання, поряд з обласним періодиком «Галичина», відіграли важливу роль в формуванні громадсько-політичної думки суспільства Прикарпаття періоду становлення новітньої української державності (при цьому, готуючи культурно-мистецькі сторінки періодику «Новий час», В.Ганущак за взір, зокрема, взяв збережені річники відомого дорадянського Львівського часопису «Наші Дні», які йому передав С.Павчак).
Після його смерті дружина Валентина Ганущак уклала і видала книги прижиттєвих публікацій «Жбан запашного напою» (2017) і «Василь Ганущак. Слово правди» (2022).

## Біографія
Народився 25 січня 1949 р. в с. Микитинці Косівського району Івано-Франківської області.
Закінчив Рогатинський ветзоотехнікум, навчався у Львівському державному університеті, звідки був відрахований під час антиукраїнських репресалій радвлади на Україні в 1973 р. З 1974 по 1985 р. працював апаратником Калуського ВО «Хлорвініл». Закінчив Літературний інститут ім. О. М. Горького в 1984 р. У 1985—1990 рр. — кореспондент газети «Комсомольський прапор». Від липня 1990 р. — заступник редактора газети «Новий час» (м. Івано-Франківськ).
Депутат Івано-франківської обласної ради І-го демократичного скликання (1990--1994).

## Творчі набутки
Автор збірки поезій «Відрух», публікацій критичних статей та перекладів з білоруської, російської, польської, словацької, німецької мов.
- «Відрух» — Івано-Франківськ, 1991 (збірка поезій)
- «Олекса Довбуш» — Івано-Франківськ, 1995 (переклад поеми знаної білоруської поетки Ніни Мацяш)
- «Олесь Бабій» — Дрогобич, 1997 (книги творів і матеріалів про життя й творчість видатного поета і політичного діяча)
- «Скоромовки» — Тернопіль, «Богдан», 2007 ( збірка віршованих скоромовок для дітей)
- «На бурунах часу» — Івано-Франківськ, 2009 (авторські поезії та переклади різного часу)